# François Leigonyer
François Leigonyer ou Leigonye de Pruns avant 1789, né le 4 décembre 1740 à Aurillac (Cantal), mort le 30 mars 1807 à Paris, est un général de brigade de la Révolution française.

## États de service
Il entre en service en février 1756, comme fourrier volontaire au régiment de Beauvilliers cavalerie, il passe lieutenant en novembre 1761, aide major le 5 avril 1762, et capitaine le 8 juin 1764. Le 2 juin 1792, il devient lieutenant-colonel au 22e régiment de cavalerie, puis il est nommé colonel le 10 juin 1792, au 11e régiment de cavalerie.
Il est promu maréchal de camp le 2 septembre 1792, et lieutenant-général le 8 octobre suivant. En 1793, il est affecté à l’armée des Pyrénées orientales, puis le 1er avril, il rejoint l’Armée des côtes de Brest. Il participe à la bataille de Vezins le 19 avril, et le 1er mai suivant il prend le commandement provisoire de l’Armée des côtes de La Rochelle jusqu’au 27 mai 1793. Il commande à la bataille de Doué le 7 juin suivant.
Le 8 juin 1793, il est affecté à l’armée des Pyrénées-Occidentales, et il est arrêté le 9 septembre suivant sur ordre du Comité de sécurité publique. Il est libéré de prison le 5 janvier 1795, et en 1799, il devient membre de la direction des hôpitaux à l’armée de l’Ouest, et il est réformé le 5 septembre 1800.
En 1804, il est président du conseil d’administration de l’hôpital militaire de Toulouse.